# Niklas Persson
Niklas Persson (* 26. März 1979 in Ösmo) ist ein ehemaliger schwedischer Eishockeyspieler, der in der Svenska Hockeyligan unter anderem beim Leksands IF und Linköpings HC aktiv war. Mit der schwedischen Nationalmannschaft gewann er eine Gold-, eine Silber- und zwei Bronzemedaillen bei Weltmeisterschaften.

## Karriere
Niklas Persson begann seine Karriere in der Jugend von Huddinge IK, für die er in der Saison 1994/95 aktiv war. Anschließend wechselte er in die Nachwuchsabteilung von Leksands IF, für dessen Profiteam er in der Saison 1997/98 sein Debüt in der Elitserien gab. Nach zehn Jahren verließ Persson den Verein 2006 und unterschrieb einen Vertrag bei dessen Ligarivalen Linköpings HC, mit dem er anschließend in den Spielzeiten 2006/07 und 2007/08 jeweils schwedischer Vizemeister wurde. Durch die Finalteilnahme 2008 qualifizierte sich der Stürmer mit seinem Team für die neugegründete Champions Hockey League, in der er in allen vier Gruppenspielen zum Einsatz kam und sechs Scorerpunkte erzielte.
Ende April 2009 wurde Persson von Neftechimik Nischnekamsk aus der Kontinentalen Hockey-Liga verpflichtet. Ein Jahr später, im Juli 2010, erhielt er einen Einjahresvertrag bei den Tampa Bay Lightning, schaffte es aber nicht in den NHL-Kader des Franchise. Stattdessen sollte er für die Norfolk Admirals spielen, entschied aber für eine Rückkehr zu Neftechimik Nischnekamsk. Insgesamt absolvierte Persson für diesen Klub in zwei Spielzeiten 108 KHL-Partien, in denen ihm 57 Scorerpunkte gelangen. Nach Auslauf seines Vertrages mit Neftechimik wechselte Persson im Mai 2011 innerhalb der KHL zum HK ZSKA Moskau, bevor er im Sommer 2013 bei Rapperswil-Jona Lakers aus der Schweizer National League A anheuerte. Nach zwei Spielzeiten dort, kehrte Persson zur Saison 2015/16 nach Schweden zurück und unterschrieb erneut beim Linköpings HC, wo er als Mannschaftskapitän fungierte.
2018 beendete er seine Karriere und wechselte in das Management des LHC. 

### International
Für Schweden nahm Persson an den U20-Junioren-Weltmeisterschaften 1998 und 1999 teil. Im Seniorenbereich spielte er bei der Weltmeisterschaft 2009, an deren Schlusstag er mit der Tre-Kronor-Auswahl durch einen 4:2-Sieg über die Vereinigten Staaten die Bronzemedaille gewann. Auch in den folgenden zwei Jahren nahm er an den Weltmeisterschaften teil und gewann eine weitere Bronze- sowie eine Silbermedaille.
Bei der Weltmeisterschaft 2013 in Stockholm und Helsinki war er erneut Teil der Nationalmannschaft und gewann mit dieser die Goldmedaille.

## Erfolge und Auszeichnungen
- 2007 Schwedischer Vizemeister mit Linköpings HC
- 2008 Schwedischer Vizemeister mit Linköpings HC

### International
- 1997 Silbermedaille bei der Junioren-Europameisterschaft
- 2009 Bronzemedaille bei der Weltmeisterschaft
- 2010 Bronzemedaille bei der Weltmeisterschaft
- 2011 Silbermedaille bei der Weltmeisterschaft
- 2013 Goldmedaille bei der Weltmeisterschaft

## KHL-Statistik
(Stand: Ende der Saison 2010/11)